# Ostrołęka (Radom)
Pour les articles homonymes, voir Ostrołęka (homonymie).
Ostrołęka (prononciation : [ɔstrɔˈwɛŋka]) est un village polonais de la gmina de Przytyk dans le powiat de Radom de la voïvodie de Mazovie dans le centre-est de la Pologne.
Il se situe à environ 9 kilomètres à l'ouest de Przytyk (siège de la gmina), 27 kilomètres à l'ouest de Radom (siège de le powiat) et à 88 kilomètres au sud de Varsovie (capitale de la Pologne).
Le village compte approximativement une population de 203 habitants.

## Histoire
De 1975 à 1998, le village appartenait administrativement à la voïvodie de Radom.